# Courtelary
Courtelary ist eine politische Gemeinde und Hauptort des Verwaltungskreises Berner Jura des Kantons Bern in der Schweiz und damit Sitz des Regierungsstatthalters.

## Geographie
Courtelary liegt auf 695 m ü. M., 14 km westnordwestlich von Biel/Bienne (Luftlinie). Das Haufendorf erstreckt sich im zentralen Teil des Juralängstals Vallon de Saint-Imier beidseits des Flusslaufs der Schüss (französisch Suze).
Die Fläche des 22,2 km² grossen Gemeindegebiets umfasst einen Abschnitt des breiten Talbeckens des Vallon de Saint-Imier. Den zentralen Teil nimmt die 500 bis 700 m breite Talniederung der Schüss ein. Im Norden reicht das Gebiet auf die Antiklinale der Montagne du Droit (bis 1263 m ü. M.) und bis in die Senke von Les Chaux bei Les Breuleux. Nach Süden erstreckt sich Courtelary auf die Höhe der Chasseral-Kette, auf der mit 1540 m ü. M. der höchste Punkt der Gemeinde erreicht wird. Auf dem Scheitel der Chasseral-Kette wurde das harte Deckgestein aufgebrochen und wegerodiert, wodurch im Laufe der Jahrmillionen ein nördlicher und ein südlicher Kamm entstanden. Dazwischen befindet sich ein Antiklinaltal, das bereits bis auf die nächste harte Gesteinsschicht ausgeräumt ist. Dieses Gewölbe bildet zwischen den beiden äusseren Kreten einen dritten Kamm, den Rücken des Petit Chasseral. Auf den breiten Kämmen der Montagne du Droit und der Chasseral-Kette befinden sich ausgedehnte Jurahochweiden mit den typischen mächtigen Fichten, die entweder einzeln oder in Gruppen stehen. Von der Gemeindefläche entfielen 1997 5 % auf Siedlungen, 43 % auf Wald und Gehölze, 51 % auf Landwirtschaft und etwas weniger als 1 % war unproduktives Land.
Zu Courtelary gehören zahlreiche Einzelhöfe, die weit verstreut im Tal und auf den Jurahöhen liegen. Nachbargemeinden von Courtelary sind Cormoret, Nods, Cortébert und Mont-Tramelan im Kanton Bern sowie Les Breuleux im Kanton Jura.

## Bevölkerung
| Bevölkerungsentwicklung | Bevölkerungsentwicklung |
| Jahr                    | Einwohner               |
| ----------------------- | ----------------------- |
| 1850                    | 868                     |
| 1900                    | 1'228                   |
| 1910                    | 1'337                   |
| 1930                    | 1'192                   |
| 1950                    | 1'239                   |
| 1960                    | 1'330                   |
| 1970                    | 1'462                   |
| 1980                    | 1'211                   |
| 1990                    | 1'120                   |
| 2000                    | 1'127                   |
| 2022                    | 1'420                   |

Mit 1435 Einwohnern (Stand 31. Dezember 2023) gehört Courtelary zu den grösseren Gemeinden des Berner Juras. Von den Bewohnern sind 82,8 % französischsprachig, 11,1 % deutschsprachig und 1,9 % italienischsprachig (Stand 2000). Die Bevölkerungszahl von Courtelary stieg vor allem in der zweiten Hälfte des 19. Jahrhunderts stark an. Nach einem Höchststand um 1970 wurde während der Wirtschaftskrise der 1970er Jahre eine deutliche Abwanderung beobachtet. Seit 1980 gibt es nur noch geringe Bevölkerungsschwankungen.

## Politik
Bei den Nationalratswahlen 2023 betrugen die Wähleranteile in Courtelary (in Klammern die Veränderung im Vergleich zu den Wahlen 2019 in Prozentpunkten): SVP 40,13 % (+3,12), SP 22,37 % (+6,21), Grüne 15,06 % (−6,21), FDP 8,09 % (+3.10), glp 4,45 % (−2,40), EVP 3,12 % (+1,54), Mitte 1,78 % (−4,62), EDU 1,62 % (+1,06), SD 0,28 % (+0,21).

## Wirtschaft
Courtelary war bis gegen Ende des 19. Jahrhunderts ein landwirtschaftlich geprägtes Dorf, daneben gab es eine Sägerei und eine  Schmiede. Die Industrialisierung begann um 1875 mit der Gründung einer Holzstoff-Fabrik. Gegen 1900, und damit verhältnismässig spät im Vergleich zu den anderen Gemeinden des Tals, fasste auch die Uhrenherstellung Fuss in Courtelary. Sie verhalf dem Ort zusammen mit der Maschinenindustrie zu einem wirtschaftlichen Aufschwung. Mit der Krise in der Uhrmacherei nach 1970 kam es zu einer Diversifizierung im Bereich des industriellen Sektors. Heute bieten die Schokoladenfabrik Chocolats Camille Bloch SA, deren Hauptsitz seit 1935 in Courtelary ist, sowie die mechanische, die elektronische und die Textilindustrie zahlreiche Arbeitsplätze im Ort. Auch die Landwirtschaft mit Viehzucht und Milchwirtschaft, in den tiefen Lagen auch Acker- und Obstbau, spielt noch eine bedeutende Rolle. Noch 13 % der Erwerbstätigen sind in der Landwirtschaft beschäftigt.

## Verkehr

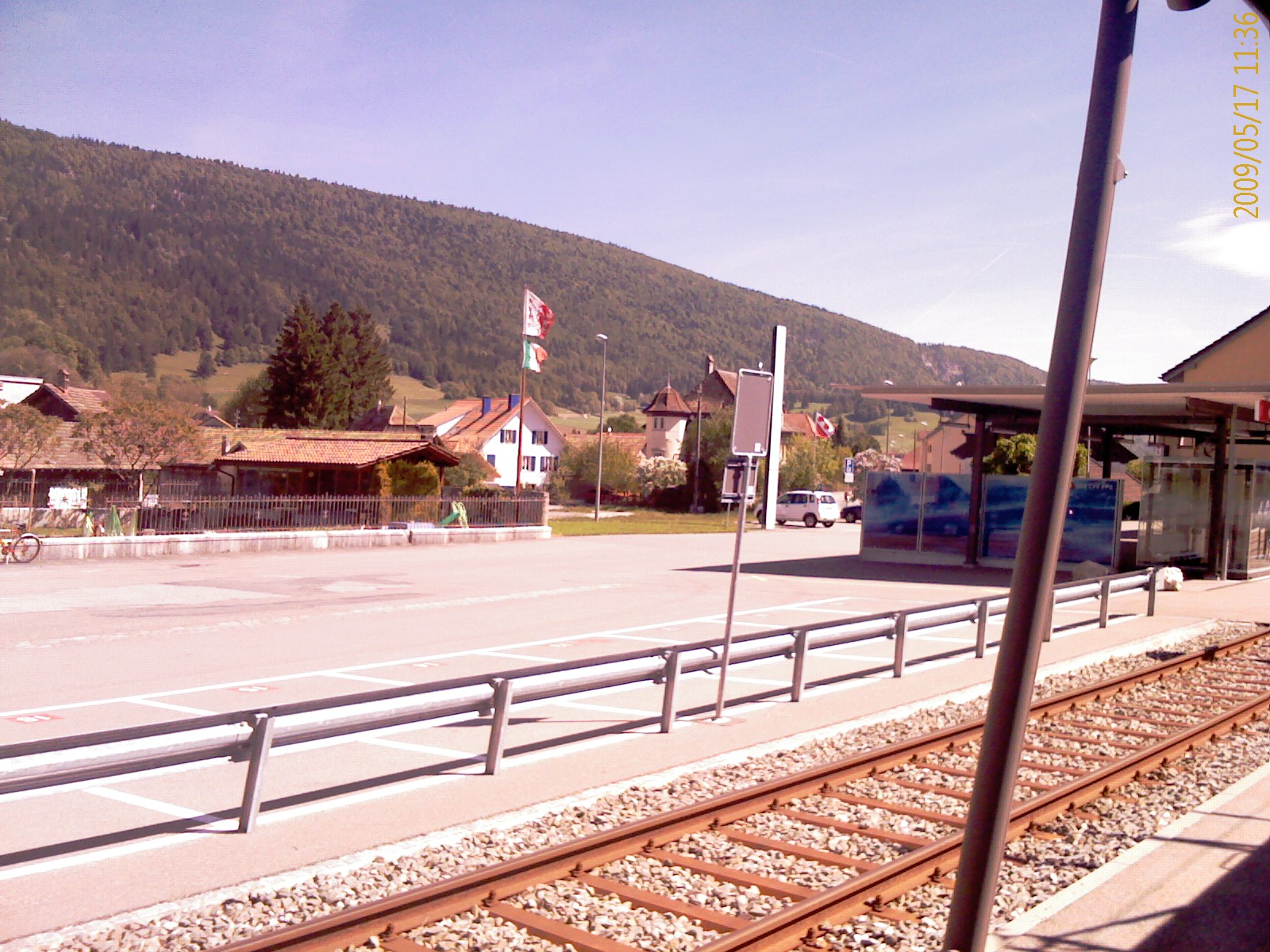
Courtelary vom Bahnhof aus

Die Gemeinde ist verkehrsmässig gut erschlossen. Sie liegt an der rege befahrenen Hauptstrasse von Biel/Bienne nach La Chaux-de-Fonds. Am 30. April 1874 wurde die Eisenbahnlinie von Biel nach Convers mit einem Bahnhof in Courtelary eröffnet. In der Ebene der Schüss östlich des Dorfes befindet sich der Flugplatz Courtelary, auf dem die Segelfluggruppe Biel/Bienne und die Groupe vol à voile Courtelary beheimatet ist.

## Geschichte

Luftbild (1950)

Die erste schriftliche Erwähnung des Dorfes erfolgte 962 unter dem Namen Curtis Alerici, später erschienen die Bezeichnungen Curte Alesi (1175) und Cortaleri (1178). Der Ortsname geht vermutlich auf den Hof eines Burgunders mit dem Namen Alarich zurück. Courtelary gehörte dem Kloster Moutier-Grandval, aber auch das Kapitel Saint-Imier besass Güter auf dem Gemeindegebiet.
Das Dorf teilte das Schicksal der Herrschaft Erguel, die zwar dem Fürstbistum Basel unterstand, aber mit der Zeit immer stärker durch die Stadt Biel/Bienne beeinflusst wurde. 1530 wurde von Biel gegen den Willen der Talbewohner die Reformation eingeführt. Diese schlossen ein Burgrecht mit der Stadt Solothurn ab und pochten auf ein Selbstbestimmungsrecht. Als Folge dieses Vertrages wurde 1604 in Courtelary ein Gerichtshof eingerichtet, und das Dorf wurde 1606 Sitz der Vogtei Erguel. Während des Dreissigjährigen Krieges wurde Courtelary schwer in Mitleidenschaft gezogen.
Nachdem die französischen Truppen 1792 in das Fürstbistum Basel eingerückt waren, befand sich in Courtelary für kurze Zeit der Sitz einer Assemblée législative du Pays d’Erguel, die eine unabhängige Republik anstrebte. Diese Versuche scheiterten jedoch. Von 1797 bis 1815 gehörte Courtelary zu Frankreich und war Hauptort eines Kantons des Département Mont-Terrible, ab 1800 des Département Haut-Rhin, in dem Mont-Terrible aufging. Durch den Entscheid des Wiener Kongresses kam der Ort 1815 an den Kanton Bern, wurde Hauptort des Oberamtes Erguel und 1831 des praktisch deckungsgleichen Bezirks Courtelary.

## Sehenswürdigkeiten

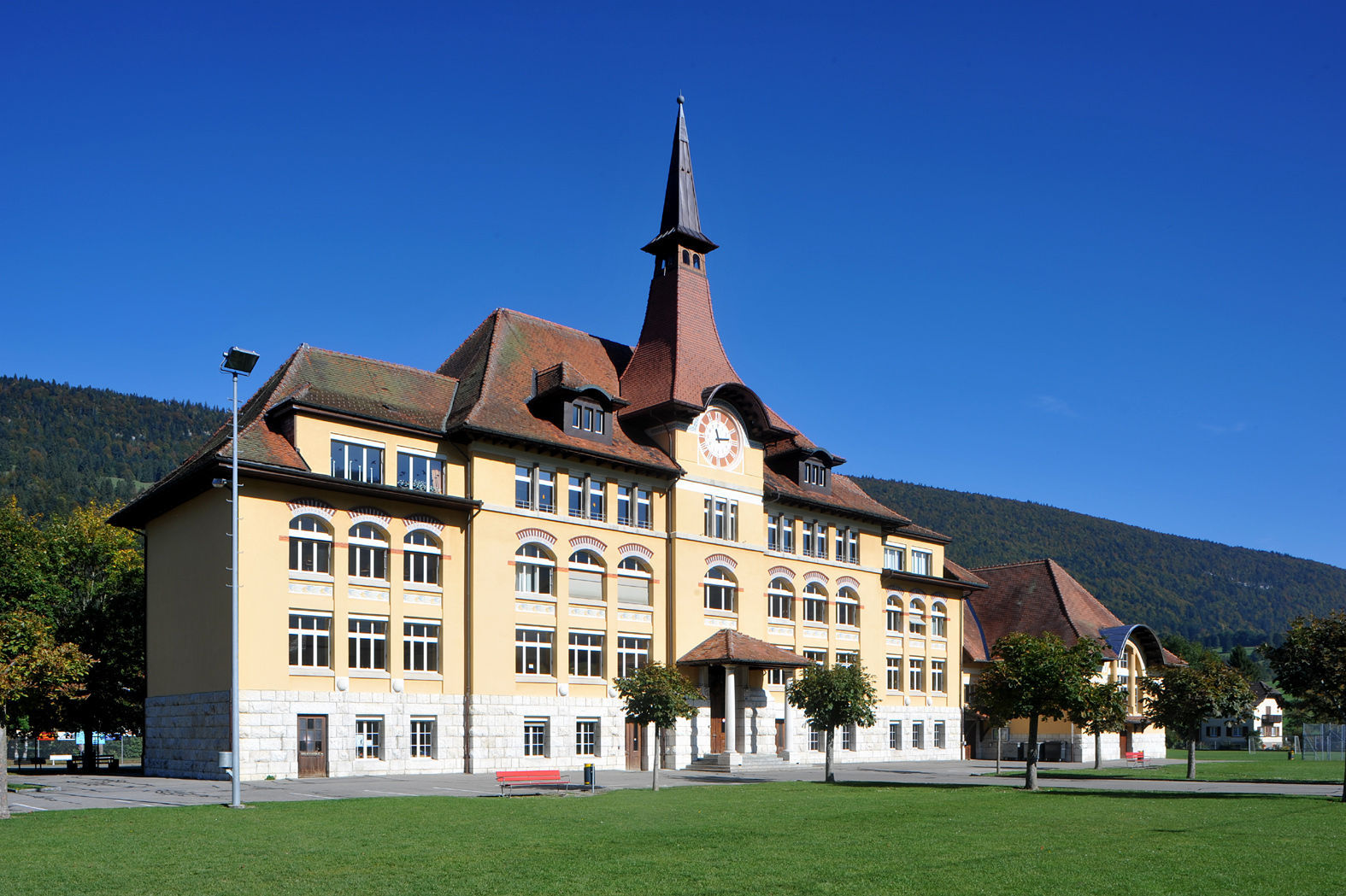
Schulhaus im Heimatstil

Die heutige reformierte Dorfkirche kann auf eine lange Geschichte zurückblicken. Sie wurde ausgehend des 10. oder 11. Jahrhunderts erbaut und dem heiligen Himerius geweiht. Der romanische Bau wurde 1372, 1642 und 1773 erweitert und nachfolgend mehrmals restauriert. Er enthält Wandmalereien, die vermutlich aus dem 15. Jahrhundert stammen. Die Präfektur, das heutige Rathaus, ist das 1606 erbaute Schloss, das als Residenz der Vögte von Erguel diente. Umbauten fanden im 18., 19. und 20. Jahrhundert statt. Von 1908 stammt das Schulhaus im Heimatstil. Die katholische Kapelle entstand 1971.

## Persönlichkeiten
- Paul Miche, Schweizer Komponist
- Eugenio Santoro (1920–2006), Italoschweizer Bildhauer